# Baseball ai Giochi della XVI Olimpiade
Nel 1956 il baseball fa la sua quarta apparizione come sport dimostrativo ai Giochi di Melbourne.
Per la prima volta però si assistette a uno scontro tra due nazionali, l'Australia fu la prima nazionale ad affrontare gli Stati Uniti in un match d'esibizione.
La partita venne giocata il 1º dicembre, all'inizio la presenza di pubblico fu molto bassa, ma pare che prima del termine della partita furono toccate le 114.000 presenze.

## Risultato
| Squadra     | Inning | Inning | Inning | Inning | Inning | Inning | Totale |
| Squadra     | 1      | 2      | 3      | 4      | 5      | 6      | Totale |
| ----------- | ------ | ------ | ------ | ------ | ------ | ------ | ------ |
| Stati Uniti | 2      | 0      | 4      | 0      | 2      | 3      | 11     |
| Australia   | 0      | 1      | 0      | 0      | 1      | 3      | 5      |